# Трудовое право
Трудово́е пра́во — отрасль законодательства, регулирующая отношения в сфере труда. Является относительно молодой отраслью права (момент возникновения относится к рубежу 19-20 веков), а из основателей самостоятельной отрасли трудового права стал учёный Лев Семёнович Таль.
В России основным источником трудового права в настоящее время является Трудовой кодекс Российской Федерации от 30 декабря 2001 года № 197-ФЗ (с последующими изменениями и дополнениями), пришедший на смену Кодексу законов о труде РСФСР.
Из трудового права в последнее время выделяются публично-правовые блоки, такие, как право социального обеспечения (применительно к публичным внебюджетным «социальным фондам») или особенности найма труда для исполнения исключительно-публичных (государственных и муниципальных) служебных функций.

## Предмет, цели, признаки и функции трудового права

### Предмет
Предметом трудового права являются трудовые и иные непосредственно с ними связанные отношения. Данное положение закрепляет ст. 1 ТК РФ. Таким образом можно выделить:
- индивидуально-трудовые отношения (ИТО)
- общественные отношения, тесно связанные с трудовыми (ООТТ) по:
  - организации труда и управление трудом;
  - трудоустройству у данного работодателя;
  - подготовке и дополнительному профессиональному образованию работников непосредственно у данного работодателя;
  - социальному партнерству, ведению коллективных переговоров, заключению коллективных договоров и соглашений;
  - участию работников и профессиональных союзов в установлении условий труда и применении трудового законодательства в предусмотренных законом случаях;
  - материальной ответственности работодателей и работников в сфере труда;
  - государственному контролю (надзору), профсоюзному контролю за соблюдением трудового законодательства (включая законодательство об охране труда) и иных нормативных правовых актов, содержащих нормы трудового права;
  - разрешению трудовых споров;
  - обязательному социальному страхованию в случаях, предусмотренных федеральными законами.

### Цели и задачи
ТК РФ в части 1 статьи 1 устанавливает цели трудового законодательства, выраженные в следующем:
- установление государственных гарантий трудовых прав и свобод граждан;
- создание благоприятных условий труда;
- защита прав и интересов работников и работодателей.

Задачи

В соответствии с частью 2 статьи 1 ТК РФ — основными задачами трудового законодательства являются создание необходимых правовых условий для достижения оптимального согласования интересов сторон трудовых отношений, интересов государства, а также правовое регулирование трудовых отношений и иных непосредственно связанных с ними отношений по:
- организации труда и управлению трудом;
- подготовке и дополнительному профессиональному образованию работников непосредственно у данного работодателя;
- социальному партнерству, ведению коллективных переговоров, заключению коллективных договоров и соглашений;
- участию работников и профессиональных союзов в установлении условий труда и применении трудового законодательства в предусмотренных законом случаях;
- устройству у данного работодателя;
- материальной ответственности работодателей и работников в сфере труда;
- государственному контролю (надзору), профсоюзному контролю за соблюдением трудового законодательства (включая законодательство об охране труда) и иных нормативных правовых актов, содержащих нормы трудового права;
- разрешению трудовых споров;
- обязательному социальному страхованию в случаях, предусмотренных федеральными законами.

### Признаки
- Отношения возникают между работником и работодателем на основании трудового договора.
- Это отношения наёмного труда.
- В трудовом праве присутствуют отношения субординации с подчинением правилам внутреннего трудового распорядка.
- Работник выполняет работу по определённой должности, специальности, квалификации.
- Работник включается в штат организации.
- В трудовом праве оплачивается процесс труда, а не его результат.
- Работнику предоставляются социальные гарантии (нормирование труда, установление продолжительности рабочего дня и рабочей недели, предоставление дней отдыха, установление выходных и праздничных дней, оплачиваемого и неоплачиваемого отпуска, оплата больничного листа и нетрудоспособности, социальное страхование).

### Функции
Функции — основные направления правового регулирования общественных отношений по поводу применения наемного труда.
Общепринятой в теории права считается классификация функций на
- специальные юридические (регулятивные и охранительные);
- общесоциальные (воспитательные, информационно-ориентировочные, социального контроля и др.)

Однако в теории трудового права выделяют две концепции функций права. Во-первых, это функции правового воздействия и, во-вторых, функции правового регулирования.
Специфичными для трудового права являются производственная и защитная функции, выделение которых основано на социальном назначении этой отрасли. Производственная функция реализуется через воздействие на общественные отношения, связанные с производительностью труда, эффективностью производства, качеством работы. Защитная (социальная) функция — через воздействие на общественные отношения, связанные с защитой здоровья работников, закреплением и защитой его трудовых прав и интересов, улучшением условий труда. Существование и целесообразность выделения данных функций в науке обосновал С. А. Иванов.

## Система трудового права РФ
Система трудового права выражена в совокупности правовых норм. Система отрасли трудового права включает в себя 3 части:
- общая;
- особенная;
- специальная;

Общая часть включает в себя основные понятия, принципы, правовое положение субъектов и т. д. Особенная часть посвящена правовому регулированию отдельных институтов трудового права. Например, институт трудового договора, рабочего времени и времени отдыха, охраны труда. Специальная часть посвящена правовому регулированию особенностей труда отдельных категорий работников (руководители организаций, несовершеннолетние, педагогические и другие). В свою очередь, каждая из трёх частей разделяется на институты, субинституты, подинституты и т. д.
Принципы трудового права, с одной стороны, как нормативно закрепленные фундаментальные идеи обеспечивают единство нормативного содержания отрасли, её социальную ценность, определяют направление развития отрасли, с другой стороны, принципы выступают конкретными инструментами преодоления противоречий, коллизий, пробелов в правовом регулировании.
Принципы регулирования трудовых отношений закреплены в ст. 2 ТК РФ. Перечень их выглядит следующим образом:
- свобода труда, включая право на труд, который каждый свободно выбирает или на который свободно соглашается, право распоряжаться своими способностями к труду, выбирать профессию и род деятельности;
- запрещение принудительного труда и дискриминации в сфере труда;
- защита от безработицы и содействие в трудоустройстве;
- обеспечение права каждого работника на справедливые условия труда, в том числе на условия труда, отвечающие требованиям безопасности и гигиены, права на отдых, включая ограничение рабочего времени, предоставление ежедневного отдыха, выходных и нерабочих праздничных дней, оплачиваемого ежегодного отпуска;
- равенство прав и возможностей работников;
- обеспечение права каждого работника на своевременную и в полном размере выплату справедливой заработной платы, обеспечивающей достойное человека существование для него самого и его семьи, и не ниже установленного федеральным законом минимального размера оплаты труда;
- обеспечение равенства возможностей работников без всякой дискриминации на продвижение по работе с учётом производительности труда, квалификации и стажа работы по специальности, а также на подготовку и дополнительное профессиональное образование;
- обеспечение права работников и работодателей на объединение для защиты своих прав и интересов, включая право работников создавать профессиональные союзы и вступать в них, право работодателей создавать объединения работодателей и вступать в них;
- обеспечение права работников на участие в управлении организацией в предусмотренных законом формах;
- сочетание государственного и договорного регулирования трудовых отношений и иных непосредственно связанных с ними отношений;
- социальное партнерство, включающее право на участие работников, работодателей, их объединений в договорном регулировании трудовых отношений и иных непосредственно связанных с ними отношений;
- обязательность возмещения вреда, причиненного работнику в связи с исполнением им трудовых обязанностей;
- установление государственных гарантий по обеспечению прав работников и работодателей, осуществление государственного контроля (надзора) за их соблюдением;
- обеспечение права каждого на защиту государством его трудовых прав и свобод, включая судебную защиту;
- обеспечение права на разрешение индивидуальных и коллективных трудовых споров, а также права на забастовку в порядке, установленном настоящим Кодексом и иными федеральными законами;
- обязанность сторон трудового договора соблюдать условия заключенного договора, включая право работодателя требовать от работников исполнения ими трудовых обязанностей и бережного отношения к имуществу работодателя и право работников требовать от работодателя соблюдения его обязанностей по отношению к работникам, трудового законодательства и иных актов, содержащих нормы трудового права;
- обеспечение права представителей профессиональных союзов осуществлять профсоюзный контроль за соблюдением трудового законодательства и иных актов, содержащих нормы трудового права;
- обеспечение права работников на защиту своего достоинства в период трудовой деятельности;
- обеспечение права на обязательное социальное страхование работников[8].

Анализируя принципы, закрепленные в ТК РФ, В. Н. Скобелкин предлагал свести их к 10 основным принципам:
- законность
- справедливость правового регулирования трудовых и смежных с ними отношений
- многоуровневость правового регулирования
- недопустимость дискриминации
- партнерство и сотрудничество в сфере труда
- участие работников и профессиональных союзов в управлении предприятием
- осуществление общественного контроля за соблюдением законодательства о труде
- поддержание высокого уровня юридического обеспечения реализации трудовых прав и законных интересов
- самозащита и самореализация трудовых прав наемных работников
- признание незаконности нормативных и правоприменительных актов, противоречащих актам более высокой силы
- доступность и бесплатность обжалования работниками в процедурном или процессуальном порядке незаконных действий работодателя[9].

В современной системе принципов трудового права специальное место отводится международно-правовым принципам. Одна из основных тенденций трудового права связана с возрастанием роли общепризнанных принципов и норм международного трудового права. Принципы международного трудового права можно разделить на три категории:
- общепризнанные международные принципы (легально закреплены в законе, признаны международным сообществом в целом, обеспеченны международно-правовыми гарантиями)
  - равенство
  - сотрудничество
  - добросовестное исполнение обязательств
  - равенство трудовых прав
  - мирное урегулирование споров
  - невмешательство и неприменение силы
  - уважение фундаментальных прав человека
  - справедливости условий труда
  - социального партнерства
  - запрет принудительного труда
  - запрет дискриминации
  - обеспечение трудовых прав социально незащищенных категорий население
  - всемерная защита трудовых прав
  - право нации на самоопределение
- международные принципы трудового права